# Щириця Пауелла
Щириця Пауелла (Amaranthus powellii) — вид рослин з родини амарантових (Amaranthaceae), родом з Північної Америки, натуралізований у різних частинах світу, в т.ч. в Україні.

## Морфологічна характеристика

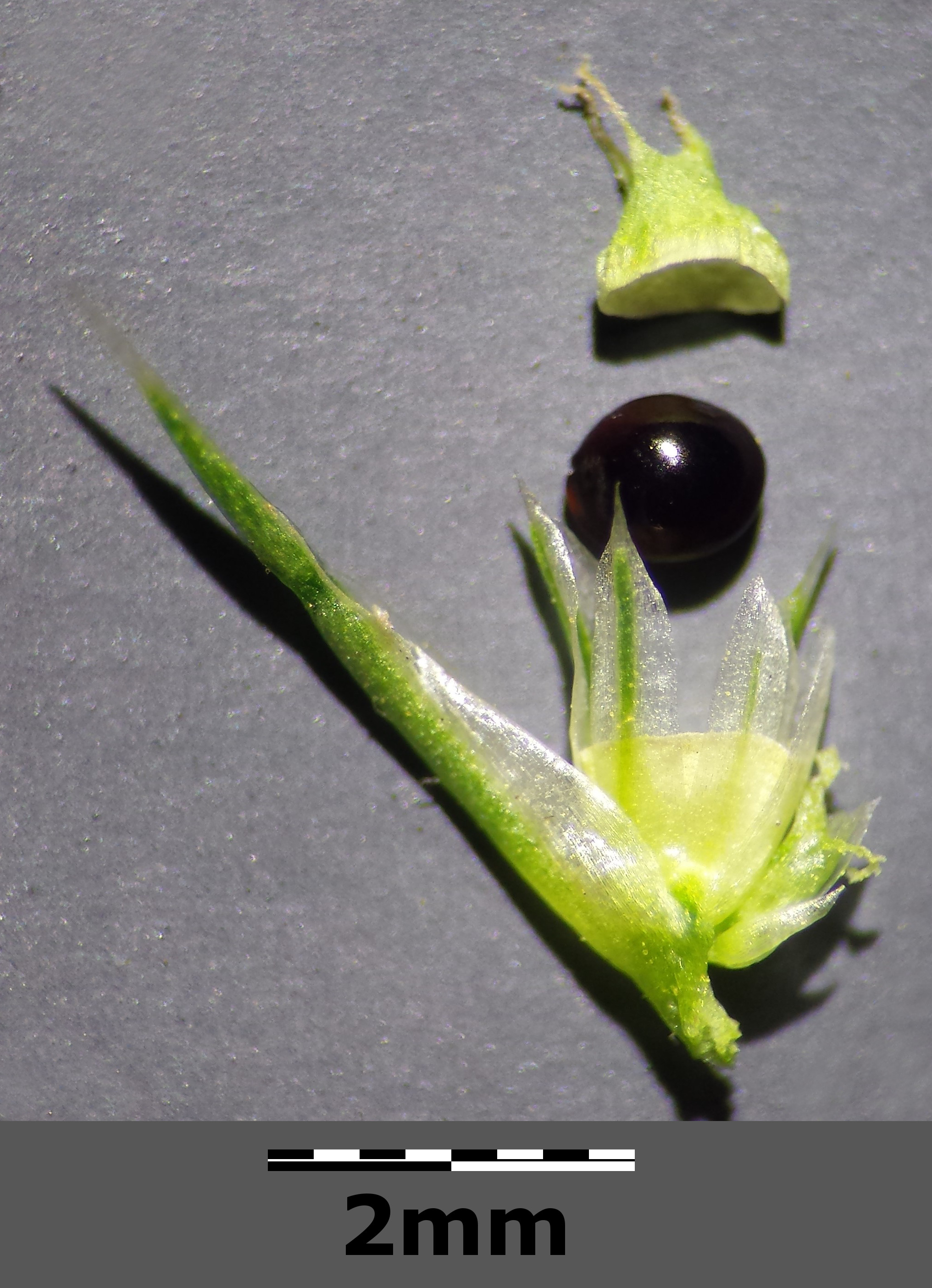

Трав'яниста рослина гола або помірно запушена в напрямку до суцвіттям, стаючи гладкою при дозріванні. Стебла звичайно прямостійні, зелені або іноді червонувато-пурпурові, розгалужені, переважно в суцвіттях, до майже простих, 0.3–1.5(2) м, жорсткі. Листя: черешок переважно рівний або довший ніж листова пластина; листові пластини від ромбічно-яйцеподібних до широколанцетних, 4–8 × 2–3 см, зрідка більші в міцних рослинах, основи від клиноподібних до широко клиноподібних, поля цілі, верхівки від клиноподібних до тупих або нечітко виямчасті. Суцвіття в основному термінальні, зазвичай з шипами на дистальних пазухах, прямостійні та жорсткі, від зелених до сріблясто-зелених, почервонілі, принаймні дистально безлисті. Приквітки від ланцетних до лінійно-шилоподібних, 4–7 мм, у 2–3 рази довші від листочків оцвітини, жорсткі. Маточкові квітки: листочків оцвітини зазвичай 3–5, не колючі, нерівні; зовнішні листочки оцвітини вузько-яйцеподібно-еліптичні або еліптичні, 1.5–3.5 мм, верхівкові. Тичинкові квіти зібрані на верхівках суцвіть гілок: листочків оцвітини 3–5, тичинок 3–5. Міхуроподібні сім'янки субкулясті або спресовано-яйцеподібні, 2–3 мм, рівні або коротші ніж листочки оцвітини, гладкі або кришки злегка зморшкуваті. Насіння чорне, від субкулястого до лінзоподібного, діаметром 1–1.4 мм, гладке, блискуче.

## Поширення
Батьківщиною є південь США та Мексика; натуралізований у Південній Америці, Австралії, Новій Зеландії, Марокко, Україні, на півночі США й на півдні Канади; інтродукований в деяких інших країнах Африки, Європи, Азії.